# Altneuland
Altneuland (traduzione: "L'Antica Nuova Terra"; in yiddish: אַלטנײַלאַנד Altnayland; nella prima edizione in ebraico תֵּל־אָבִיב‎? Tel Aviv, "la collina della primavera") è un romanzo utopico scritto da Theodor Herzl, iniziatore del movimento sionista, pubblicato nel 1902. Con quest'opera Herzl delineò la sua visione di uno Stato ebraico in Terra di Israele. Altneuland divenne uno dei testi che ispirarono il sionismo. Prima venne tradotto dal tedesco in yiddish da Israel Isidor Elyashev, poi portato in ebraico da Nahum Sokolow come Tel Aviv, influenzando in tal modo la scelta del nome per il sobborgo ebraico-sionista di Giaffa, fondato nel 1909, che sarebbe in seguito diventato una delle principali città israeliane.